# Светско првенство у скоковима у воду 2019 — даска 1 м за жене
Такмичење у скоковима у воду за жене у дисциплини даска 1 метар на Светском првенству у скоковима у воду 2019. одржано је 12. јул (квалификације) и 13. јула (финале) 2019. године као део програма Светског првенства у воденим спортовима. Такмичења су се одржала у базену Општинског центра за водене спортове у Квангџуу у Јужној Кореји.
Учестовавале су укупно 42 такмичарке из 28 земаља. Титулу светске првакиње из 2017. није бранила аустралијска такмичарка Медисон Кини.
Титулу нове светске првакиње освојила је кинеска скакачица Чен Јивен која је остварила убедљиво најбоље резултате током дводневног такмичења. Сребрну медаљу је освојила Американка Сара Бејкон, док је бронза припала корејској такмичарки Ким Суџи, што је уједно и прва медаља за Јужну Кореју у историји светских првенстава.

## Освајачи медаља
|                 | Резултат |                   | Резултат |                | Резултат |
|                 |          |                   |          |                |          |
| Чен Јивен (КИН) | 285,45   | Сара Бејкон (САД) | 262,00   | Ким Суџи (ЈКО) | 257,20   |

## Учесници по земљама
На такмичењу су учестовале укупно 42 такмичарке из 28 земаља, а свака од земаља имала је право да учествује са максимално 2 такмичара у овој дисциплини.
- Аустралија (2)
- Белорусија (1)
- Бразил (2)
- Велика Британија (2)
- Египат (1)
- Ирска (1)
- Италија (1)
- Јужна Африка (1)
- Јужна Кореја (2)
- Кина (2)
- Колумбија (2)
- Куба (2)
- Литванија (1)
- Макао (1)
- Мексико (2)
- Немачка (1)
- Нови Зеланд (2)
- Пољска (1)
- Русија (2)
- Сједињене Државе (2)
- Тајланд (1)
- Украјина (2)
- Финска (2)
- Хонгконг (1)
- Хрватска (1)
- Чиле (1)
- Швајцарска (2)
- Шведска (2)

## Резултати
Квалификације су одржане 12. јула са почетком у 15:30 часова по локалном времену, док је финале одржано дан касније са почетком од 15:30 часова.
| ПЛ. | Скакач              | Држава           | Квалификације | Квалификације | Финале            | Финале            |
| ПЛ. | Скакач              | Држава           | Поена         | Плас.         | Поена             | Плас.             |
| --- | ------------------- | ---------------- | ------------- | ------------- | ----------------- | ----------------- |
|     | Чен Јивен           | Кина             | 287,95        | 1.            | 285,45            | 1.                |
| 2   | Сара Бејкон         | Сједињене Државе | 240,00        | 6.            | 262,00            | 2.                |
| 3   | Ким Суџи            | Јужна Кореја     | 238,95        | 8.            | 257,20            | 3.                |
| 4.  | Кетрин Торанс       | Велика Британија | 236,75        | 10.           | 255,40            | 4.                |
| 5.  | Кристина Иљиних     | Русија           | 245,50        | 3.            | 252,80            | 5.                |
| 6.  | Елена Бертоки       | Италија          | 232,55        | 12.           | 251,95            | 6.                |
| 7.  | Елизабет Куј        | Нови Зеланд      | 235,90        | 11.           | 245,60            | 7.                |
| 8.  | Џорџија Шихен       | Аустралија       | 238,25        | 9.            | 244,20            | 8.                |
| 9.  | Чанг Јани           | Кина             | 257,65        | 2.            | 241,70            | 9.                |
| 10. | Марија Кобурн       | Сједињене Државе | 239,70        | 7.            | 237,75            | 10.               |
| 11. | Клер Крајан         | Ирска            | 240,70        | 5.            | 237,05            | 11.               |
| 12. | Џулија Винсент      | Јужна Африка     | 241,35        | 4.            | 236,40            | 12.               |
| 13. | Мелани Ернандез     | Мексико          | 231,95        | 13.           | Нису се пласирали | Нису се пласирали |
| 14. | Емилија Нилсон      | Шведска          | 231,50        | 14.           | Нису се пласирали | Нису се пласирали |
| 15. | Естер Ћин           | Аустралија       | 225,55        | 15.           | Нису се пласирали | Нису се пласирали |
| 16. | Мишел Хајмберг      | Швајцарска       | 218,55        | 16.           | Нису се пласирали | Нису се пласирали |
| 17. | Квон Халим          | Јужна Кореја     | 217,80        | 17.           | Нису се пласирали | Нису се пласирали |
| 18. | Аранса Васкез       | Мексико          | 217,50        | 18.           | Нису се пласирали | Нису се пласирали |
| 19. | Скарлет Мју Џенсен  | Велика Британија | 217,10        | 19.           | Нису се пласирали | Нису се пласирали |
| 20. | Јелена Фјодорова    | Украјина         | 215,65        | 20.           | Нису се пласирали | Нису се пласирали |
| 21. | Лена Хеншел         | Немачка          | 214,10        | 21.           | Нису се пласирали | Нису се пласирали |
| 22. | Анислеј Гарсија     | Куба             | 213,25        | 22.           | Нису се пласирали | Нису се пласирали |
| 23. | Марија Пољакова     | Русија           | 212,25        | 23.           | Нису се пласирали | Нису се пласирали |
| 24. | Ана Арнаутова       | Украјина         | 210,70        | 24.           | Нису се пласирали | Нису се пласирали |
| 25. | Каја Скжек          | Пољска           | 210,25        | 25.           | Нису се пласирали | Нису се пласирали |
| 26. | Шаји Бодингтон      | Нови Зеланд      | 208,40        | 26.           | Нису се пласирали | Нису се пласирали |
| 27. | Алисон Маљард       | Чиле             | 207,85        | 27.           | Нису се пласирали | Нису се пласирали |
| 28. | Маха Ејса           | Египат           | 206,70        | 28.           | Нису се пласирали | Нису се пласирали |
| 29. | Аљона Хамулкина     | Белорусија       | 206,50        | 29.           | Нису се пласирали | Нису се пласирали |
| 30. | Лаурен Халаселка    | Финска           | 203,50        | 30.           | Нису се пласирали | Нису се пласирали |
| 31. | Дијана Пинеда       | Колумбија        | 202,80        | 31.           | Нису се пласирали | Нису се пласирали |
| 32. | Луана Лира          | Бразил           | 202,35        | 32.           | Нису се пласирали | Нису се пласирали |
| 33. | Стефани Мадригал    | Колумбија        | 201,90        | 33.           | Нису се пласирали | Нису се пласирали |
| 34. | Роса Канерва        | Финска           | 199,90        | 34.           | Нису се пласирали | Нису се пласирали |
| 35. | Марцела Марић       | Хрватска         | 199,75        | 35.           | Нису се пласирали | Нису се пласирали |
| 36. | Ема Гулстранд       | Шведска          | 194,00        | 36.           | Нису се пласирали | Нису се пласирали |
| 37. | Маделин Кокоз       | Швајцарска       | 187,75        | 37.           | Нису се пласирали | Нису се пласирали |
| 38. | Присис Руиз         | Куба             | 184,90        | 38.           | Нису се пласирали | Нису се пласирали |
| 39. | Чој Сут Кван        | Макао            | 157,65        | 39.           | Нису се пласирали | Нису се пласирали |
| 40. | Индре Гирдаускајте  | Литванија        | 156,40        | 40.           | Нису се пласирали | Нису се пласирали |
| 41. | Чан Лам             | Хонгконг         | 142,10        | 41.           | Нису се пласирали | Нису се пласирали |
| 42. | Кванчанок Хунбонџан | Тајланд          | 135,90        | 42.           | Нису се пласирали | Нису се пласирали |
| 43. | Даниел Роблес       | Бразил           | 124,65        | 43.           | Нису се пласирали | Нису се пласирали |